# Ewood Park
Der Ewood Park ist ein Fußballstadion in Blackburn.
Das Stadion ist seit 1890 die Heimat des englischen Fußballclubs Blackburn Rovers. Außerdem fanden 2005 mehrere Spiele der Frauen-Europameisterschaft statt.

## Geschichte
Der 1882 errichtete Ewood Park wurde 1905, 1915 und zuletzt von 1987 bis 1995 renoviert. Dabei wurde die Anzahl der Plätze reduziert und heute bietet das Stadion ausschließlich 31.367 Sitzplätze. Daher kann die Rekordzuschauerzahl, die vom 2. März 1929 datiert, als 62.522 Zuschauer das Pokalspiel gegen Bolton Wanderers besuchten, nicht mehr übertroffen werden.
In den 1990er Jahren wurden drei Tribünen komplett neu errichtet. Die beiden Hintertortribünen und eine der beiden Geraden. Alle haben die gleiche Höhe und annähernd die gleiche Architektur. Das Spielfeld ist aufgeschüttet, was bedeutet, dass die Spieler minimal bergauf laufen müssen, wenn sie einen Einwurf oder Eckball ausführen.
Vor dem Stadion befindet sich eine Statue von Jack Walker, dem ehemaligen Eigentümer des Vereins.
Da die Blackburn Rovers als einziger englischer Klub den FA Cup drei Mal in Folge gewinnen konnte, darf der Klub das Vereinswappen auf den Eckfahnen führen.